# Jimmy Cobb
Wilbur James Cobb (Washington, D.C., 20 de janeiro de 1929 – 24 de maio de 2020) foi um baterista de jazz estadunidense. Conquistou notoriedade pelo trabalho com Miles Davis, sobretudo no álbum Kind of Blue, sendo o único sobrevivente do sexteto desse disco. Tocou para dezenas de músicos, entre eles Dizzy Gillespie, John Coltrane, Sarah Vaughan e Billie Holiday.

## Morte
Morreu no dia 24 de maio de 2020, aos 91 anos.